# Kroatiens damlandslag i basket

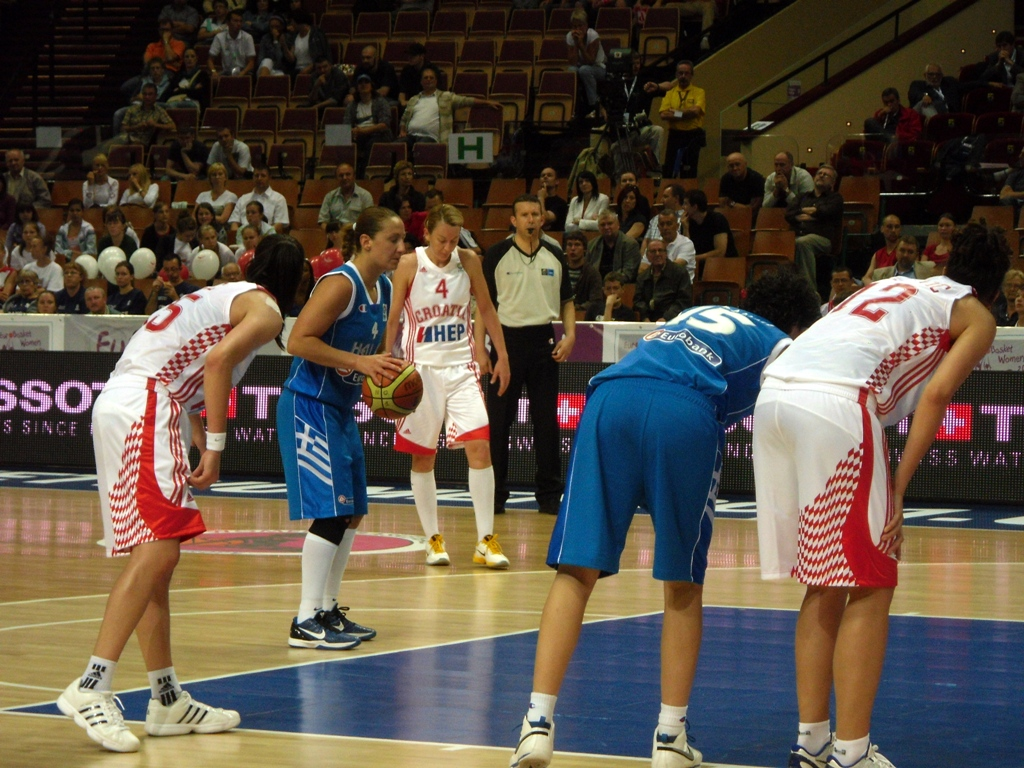
Kroatien-Grekland vid Europamästerskapet 2011 i Polen.

Kroatiens damlandslag i basket (kroatiska: Hrvatska ženska košarkaška reprezentacija) representerar Kroatien i basket på damsidan. Laget deltog i Europamästerskapet första gången 1995 Laget deltog även i 2012 års olympiska turnering, och slutade där på tionde plats.

### Fotnoter
1. ↑  Todor Krastev (19 mars 1995). ”Women Basketball European Championship 1995 Brno (CZE) - 08-18.06 Winner Ukraine” (på engelska). Sport Statistics. Arkiverad från originalet den 3 juli 2015. https://web.archive.org/web/20150703221218/http://todor66.com/basketball/Europe/Women_1995.html. Läst 17 juni 2015.
2. ↑  Todor Krastev (19 mars 2012). ”Women Basketball Olympic Games 2012 London (GBR) 28.07-11.08 - Winner United States” (på engelska). Sport Statistics. Arkiverad från originalet den 27 september 2015. https://web.archive.org/web/20150927073955/http://www.todor66.com/basketball/Olympic/Women_2012.html. Läst 17 juni 2015.